# Étable (Savoie)
Pour les articles homonymes, voir Étable.
Étable est une ancienne commune française, située dans le département de la Savoie en région Auvergne-Rhône-Alpes.
La commune fusionne le 1er janvier 2019 avec La Rochette pour former la commune nouvelle de Valgelon-La Rochette.

## Géographie

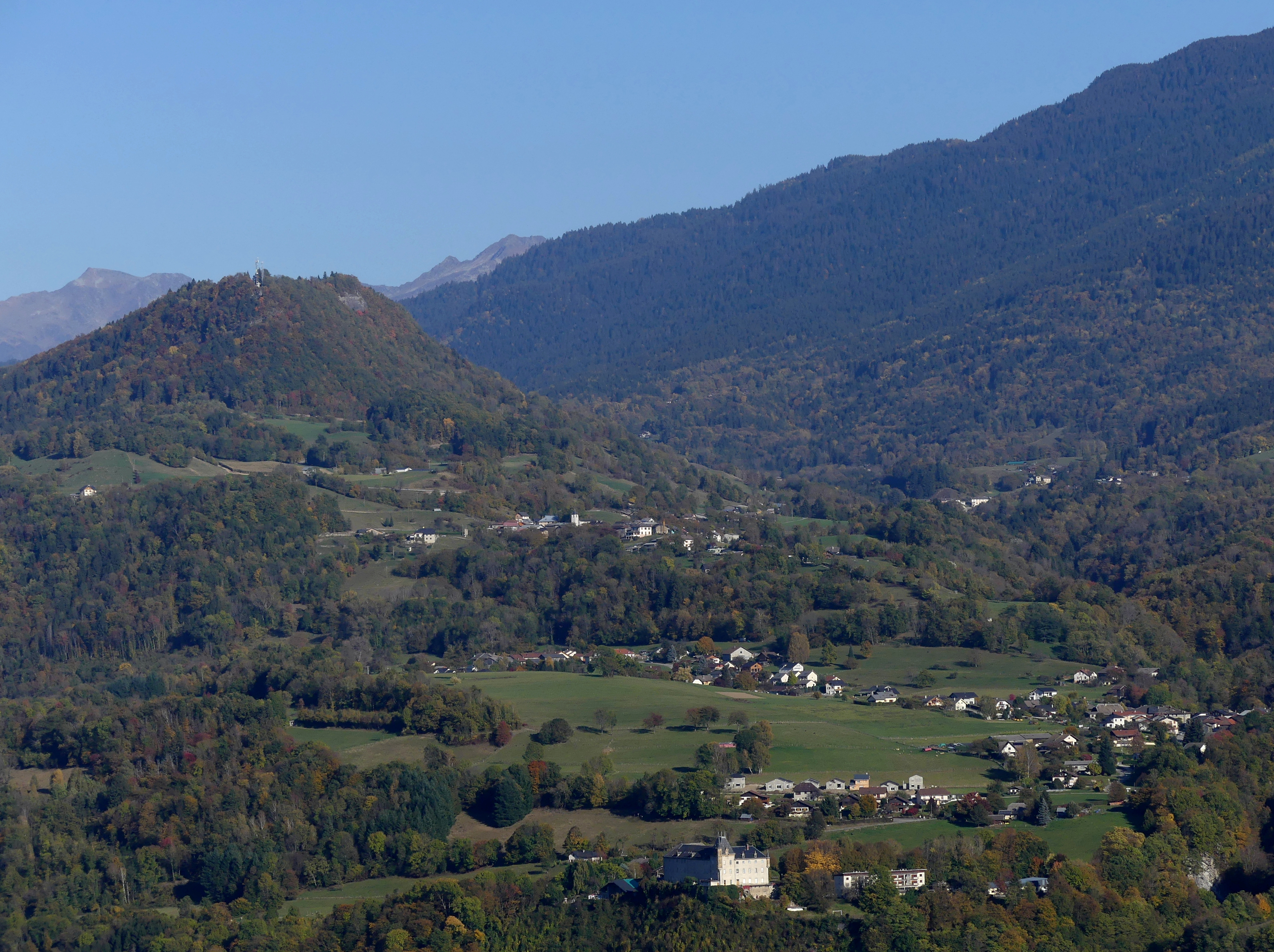
Territoire de Étable et pic de l'Huile.

## Toponymie
Dans les documents médiévaux, Étable est mentionnée sous les formes suivantes Parrochia de Stabulo (vers 1250), Curatus de Stabulis (XIVe siècle), ou encore Parrochialis ecclesia Sancti Laurentii de Stabullis (1444),.
Le toponyme dérive de Stabulum qui désigne tant une étable ou une écurie, qu'une auberge ou une hôtellerie,. Il est très probable qu'Étable ait été un gîte d'étape sur la route menant à la vallée des Huiles (Ullie), par le col du grand cucheron.
En francoprovençal, le nom de la commune s'écrit Étobla, selon la graphie de Conflans.

## Histoire
Le 1er janvier 2019, la commune fusionne avec La Rochette pour former la commune nouvelle de Valgelon-La Rochette dont la création est actée par un arrêté préfectoral du 20 décembre 2018.

## Politique et administration

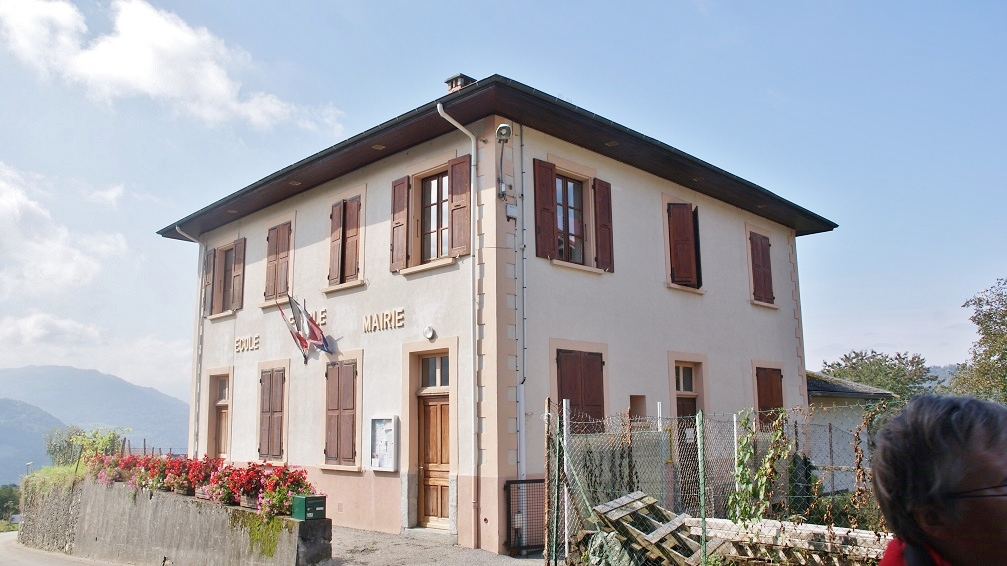
Mairie d'Étable.

La commune est membre de la Communauté de communes Cœur de Savoie. Elle appartient au Territoire du Cœur de Savoie, qui regroupe une quarantaine de communes de la Combe de Savoie et du Val Gelon.
| Période                                  | Période               | Identité            | Étiquette | Qualité |
| ---------------------------------------- | --------------------- | ------------------- | --------- | ------- |
| Les données manquantes sont à compléter. |                       |                     |           |         |
| .                                        | 1989                  | Lucien Recordon     |           |         |
| 1989                                     | mars 2001             | Yves Mandray        |           |         |
| mars 2001                                | janvier 2019 (fusion) | Christiane Compaing |           |         |

## Démographie
Ses habitants sont appelés les Établerains,.

L'évolution du nombre d'habitants est connue à travers les recensements de la population effectués dans la commune depuis 1793. Pour les communes de moins de 10 000 habitants, une enquête de recensement portant sur toute la population est réalisée tous les cinq ans, les populations de référence des années intermédiaires étant quant à elles estimées par interpolation ou extrapolation. Pour la commune, le premier recensement exhaustif entrant dans le cadre du nouveau dispositif a été réalisé en 2004.

En 2016, la commune comptait 401 habitants, en évolution de +13,6 % par rapport à 2010 (Savoie : +3,63 %, France hors Mayotte : +2,11 %).
| 1793 | 1800 | 1806 | 1831 | 1841 | 1851 | 1856 | 1861 | 1866 |
| ---- | ---- | ---- | ---- | ---- | ---- | ---- | ---- | ---- |
| 307  | 310  | 372  | 476  | 469  | 430  | 430  | 435  | 460  |

| 1872 | 1876 | 1881 | 1886 | 1891 | 1896 | 1901 | 1906 | 1911 |
| ---- | ---- | ---- | ---- | ---- | ---- | ---- | ---- | ---- |
| 484  | 468  | 474  | 468  | 409  | 332  | 320  | 279  | 233  |

| 1921 | 1926 | 1931 | 1936 | 1946 | 1954 | 1962 | 1968 | 1975 |
| ---- | ---- | ---- | ---- | ---- | ---- | ---- | ---- | ---- |
| 246  | 225  | 220  | 215  | 214  | 217  | 214  | 231  | 231  |

| 1982 | 1990 | 1999 | 2006 | 2009 | 2014 | 2016 | - | - |
| ---- | ---- | ---- | ---- | ---- | ---- | ---- | - | - |
| 269  | 289  | 322  | 336  | 350  | 383  | 401  | - | - |

## Culture locale et patrimoine

### Lieux et monuments

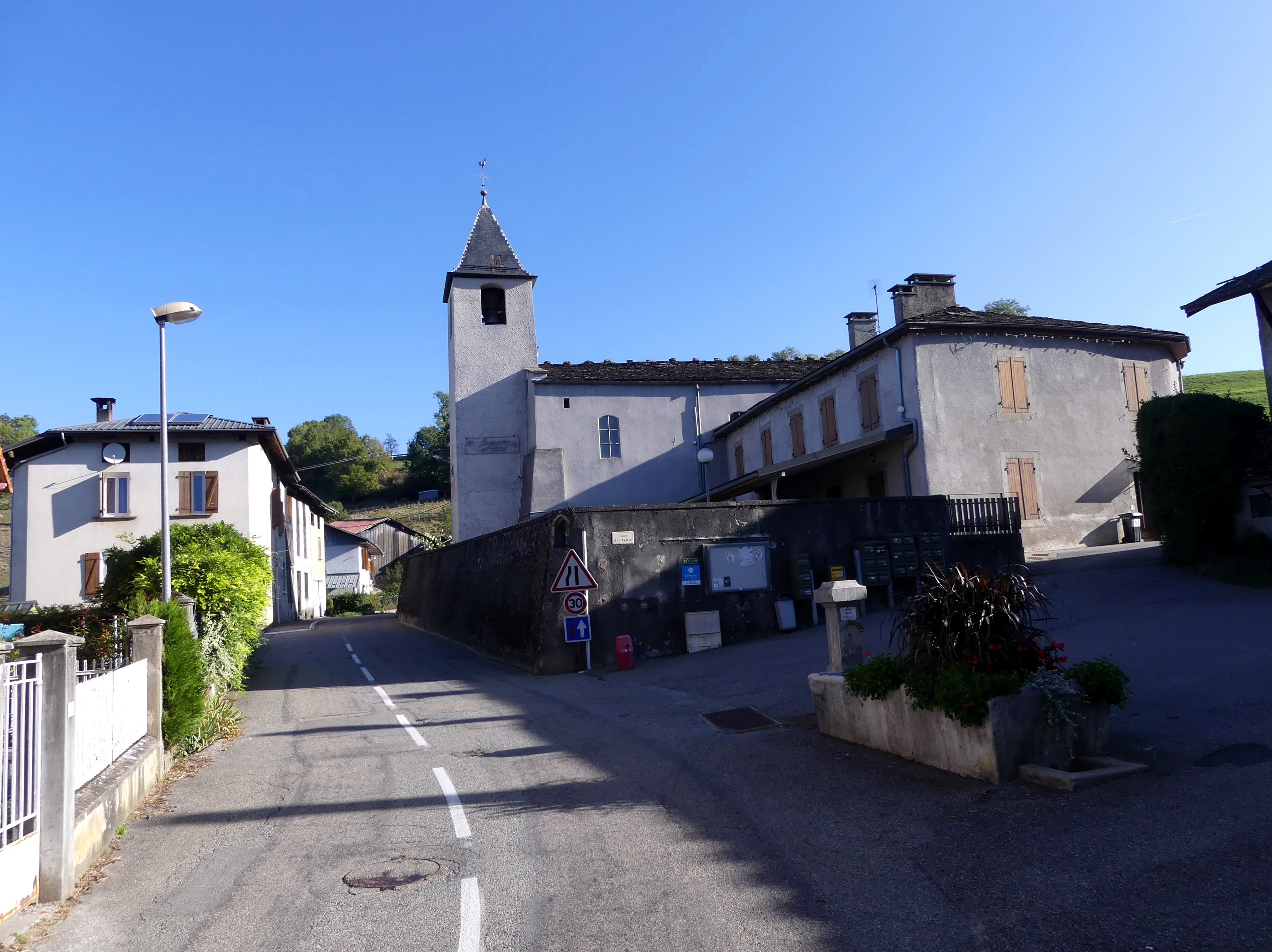
L'église Saint-Laurent au chef-lieu.

- Église Saint-Laurent, restauration du clocher et de l'église au XVIIIe siècle[11]